# Supercopa d'Espanya de bàsquet de 2006
La Supercopa espanyola de bàsquet 2006 es va disputar al Palacio de Deportes Jose María Martin Carpena, a Málaga. Els equips participants van ser:
- Unicaja Málaga - Campió de la Lliga ACB 2005/06
- TAU Vitòria - Campió de la Copa del Rei de bàsquet 2006
- Winterthur FC Barcelona - 3 a la Lliga ACB 2005/06
- DKV Joventut - 4t a la Lliga ACB 2005/06

## Quadre resum
|  | Semifinals              | Semifinals   |    |  | Final                   | Final |  |
|  |                         |              |    |  |                         |       |  |
|  | 22 de setembre - Málaga |              |    |  |                         |       |  |
|  | Unicaja Málaga          | 74           |    |  |                         |       |  |
|  | DKV Joventut            | 66           |    |  |                         |       |  |
|  |                         |              |    |  |                         |       |  |
|  |                         |              |    |  | 23 de setembre - Málaga |       |  |
|  |                         |              |    |  | Unicaja Málaga          | 78    |  |
|  |                         | TAU Ceràmica | 83 |  |                         |       |  |
|  |                         |              |    |  |                         |       |  |
|  |                         |              |    |  |                         |       |  |
|  |                         |              |    |  |                         |       |  |
|  | 22 de setembre - Málaga |              |    |  |                         |       |  |
|  | TAU Ceràmica            | 76           |    |  |                         |       |  |
|  | Winterthur FC Barcelona | 52           |    |  |                         |       |  |

### Semifinals
| 22 de setembre del 2006, 19:00 |       |                         |                                                       |
| TAU Vitòria                    | 76-52 | Winterthur FC Barcelona | Palacio de Deportes Jose María Martin Carpena, Málaga |
|                                |       |                         | Palacio de Deportes Jose María Martin Carpena, Málaga |

| 22 de setembre del 2006, 21:30 |       |              |                                                       |
| Unicaja Málaga                 | 74-66 | DKV Joventut | Palacio de Deportes Jose María Martin Carpena, Málaga |
|                                |       |              | Palacio de Deportes Jose María Martin Carpena, Málaga |

### Final
| 23 de setembre del 2006, 20:00 |       |             |                                                       |
| Unicaja Málaga                 | 78-83 | TAU Vitòria | Palacio de Deportes Jose María Martin Carpena, Málaga |
|                                |       |             | Palacio de Deportes Jose María Martin Carpena, Málaga |